# Partit Nacionalista Català
El Partit Nacionalista Català (PNC) (en español: Partido Nacionalista Catalán) fue un partido político independentista catalán.
Fue creado el 1932 por un grupo escindido de Esquerra Republicana de Catalunya, otro de procedente Estat Català, disidentes del grupo Nosaltres Sols! y varios independientes. Los principales dirigentes fueron, entre otros, Francesc Maria Masferrer, Josep Casals y Josep Maria Xammar. En junio de 1936, después de que Estat Català abandonase ERC, el PNC se integró en él junto con parte de las juventudes de ERC y el grupo Nosaltres Sols!, de tendencia paramilitar. Algunos cuadros dirigentes y militantes mantuvieron con vida las siglas hasta 1940, cuando la mayoría se integró en el Frente Nacional de Cataluña.